# Тичево
Тичево (пол. Tyczewo) — село в Польщі, у гміні Тихово Білоґардського повіту Західнопоморського воєводства.
Населення — 72 особи (2011).
У 1975-1998 роках село належало до Кошалінського воєводства.

## Демографія
Демографічна структура станом на 31 березня 2011 року:
|          | Загалом | Допрацездатний вік | Працездатний вік | Постпрацездатний вік |
| -------- | ------- | ------------------ | ---------------- | -------------------- |
| Чоловіки | 32      | 5                  | 22               | 5                    |
| Жінки    | 40      | 8                  | 23               | 9                    |
| Разом    | 72      | 13                 | 45               | 14                   |